# When a Killer Calls
Pour plus de détails, voir Fiche technique et Distribution.
When a Killer Calls est un film américain réalisé par Peter Mervis, sorti en 2006. Il a été distribué par la société de films de série B The Asylum. Le film est sorti en février 2006, pour coïncider avec la sortie en salle du remake en 2006 de When a Stranger Calls, dont ce film est un mockbuster.

## Synopsis
Un psychopathe entre dans une maison, tuant une mère, Linda Hewitt, et ses deux enfants, Ryan et Holly. Dans ce processus, il prend des photos de ses crimes sur son téléphone mobile. Ailleurs, Trisha Glass (Rebekah Kochan) garde une petite fille, Molly Walker, tandis que ses parents sont à un dîner de gala où M. Walker est censé prononcer un discours. Elle a besoin que cela se passe bien parce que son dernier travail de baby-sitting chez les Hewitt ne s’est pas terminé sur une note positive. Sur le chemin du dîner, les parents de Molly sont tués par un assaillant (hors écran) qu’ils connaissaient manifestement. Pendant ce temps, Trisha commence à recevoir des appels téléphoniques et des SMS de plus en plus menaçants. Trisha cherche Molly et la trouve cachée dehors derrière des poubelles : elle vient de jouer une farce à Trisha pour l’effrayer, et elle a réussi. Elles sont accueillies par Charlie, le voisin de Molly. Il leur parle également de l’ex-baby-sitter de Molly, Mme Kochs, qui, selon Molly, est stupéfaite.
Dans la maison, Molly est dans sa salle de bain en train de se brosser les dents et Trisha lui sèche les cheveux. Après que Trisha ait mis Molly au lit, la personne qui appelle au téléphone intensifie ses menaces envers elle. Il lui envoie des photos des meurtres précédents en prétendant qu’il l’a fait pour elle. Bien qu’elle pense que c’est son petit ami Matt qui l’appelle, elle appelle la police au sujet du harcèlement et des menaces. Les policiers l’informent qu’ils vont tenter de tracer les appels.
Le petit ami Matt (Robert Buckley) arrive, avec son meilleur ami Frank et la petite amie de ce dernier, Chrissy. Frank et Chrissy sont tous deux plutôt imprudents, odieux et irresponsables. Ils racontent à Trisha qu’ils ont été poursuivis par des flics parce que Frank a brandi une arme à feu sur le parking d’un bowling lors d’une altercation. Ils demandent à rester dans la maison jusqu’à ce qu’ils puissent repartir en toute sécurité. Charlie les voit entrer dans la maison, mais il est ensuite tué par l’assaillant. Matt assure à Trisha que ce n’est pas lui qui a passé les appels malveillants. En allant dans le sous-sol pour se distinguer, Chrissy entend un bruit étrange. Frank est pris en embuscade quand il enquête sur le bruit, et Chrissy est également prise dans une embuscade quand elle va le chercher. Inquiète que Frank cause à nouveau des problèmes, Trisha demande à Matt de découvrir ce qu’il fait. Quand il va au sous-sol, Matt est pris en embuscade et ligoté par l’intrus.
En regardant les nouvelles qui parlent d’un triple meurtre qui a eu lieu plus tôt dans la nuit, Trisha se rend compte que les photos qui lui ont été envoyées sont réelles et qu’elles représentent Linda, Ryan et Holly. L’intrus rappelle Trisha et l’informe qu’elle doit vérifier comment va Molly. Après cela, la police rappele Trisha pour l’informer que les appels sur son téléphone portable et sur son téléphone personnel proviennent de l’intérieur de la maison. Trisha découvre une caméra cachée dans le salon et elle crie pour appeler Matt et Frank. Elle devient de plus en plus effrayée quand aucun des deux ne lui répond. Elle va voir Molly et la trouve morte. Le tueur se trouve encore dans la chambre : c’est Richard Hewitt, le mari de Linda et le père de Ryan et Holly, la famille qui a été assassinée. Il est aussi le tueur de Molly Walker et de ses parents Charlie et Frank. Trisha essaie de le fuir, mais elle trébuche et Richard la maîtrise.
En se réveillant dans le sous-sol, Trisha découvre qu’elle est bâillonnée et attachée à un chevron, que Matt est attaché sur le sol, Chrissy est ligotée et bâillonnée sur le canapé et Frank est mort sur le sol. Richard torture d’abord Chrissy en lui tranchant les seins, puis en jetant de l’alcool sur les blessures, puis il la tue en lui tranchant la gorge. Entendant un bruit à l’étage, Richard va vérifier et il découvre deux membres de la police d'État. Il les tue. Richard explique également la raison des meurtres, révélant à Trisha qu’il était devenu obsédé par elle après l’avoir violée une nuit. Utilisant ce temps pour se libérer, Matt jette l’alcool au visage de Richard et tente de libérer Trisha. Cependant, Matt est tué dans la lutte. Trisha parvient à sortir en courant de la maison et récupère le pistolet de Frank qu’il a caché dans la voiture de Matt. Elle tire plusieurs fois sur Richard, s’assurant ensuite qu’il est bien mort, pour venger tous ceux qu’il a tués. Trisha s’éloigne alors de la maison et rentre chez elle.

## Distribution
- Rebekah Kochan : Trisha Glass
- Robert Buckley : Matt
- Mark Irvingsen : Richard Hewitt[1]
- Sarah Hall : Chrissy
- Derek Osedach : Frank
- Carissa Bodner : Molly Walker
- Chriss Anglin : M. Walker
- Tara Clark : Mme Walker
- Louis Graham : Charlie
- Isabella Bodnar : Linda Hewitt
- Cheyenne Watts : Holly Hewitt
- Christian Hutcherson : Ryan Hewitt
- Justin Jones : Trent Rockport
- Peter Mervis : officier de police
- Leigh Scott : officier de police